# Shuta Sasa
Shuta Sasa (japanisch 笹 修大 Sasa Shuta; * 31. August 2006 in Hokkaidō) ist ein japanischer Fußballspieler.

## Karriere
Shuta Sasa erlernte das Fußballspielen in der Schulmannschaft der Sapporo Otani High School. Seinen ersten Vertrag unterschrieb er am 1. Februar 2025 beim FC Imabari. Der Verein aus Imabari spielt in der zweiten Liga, der J2 League. Sein Zweitligadebüt gab er am 16. Februar 2025 (1. Spieltag) im Heimspiel gegen Blaublitz Akita. Bei der 1:0-Heimniederlage wurde er in der 78. Minute für Takafumi Yamada eingewechselt.